# 樋口修吉
樋口 修吉（ひぐち しゅうきち、1938年3月2日 - 2001年10月4日）は、日本の小説家。本名、黄田 康嗣（おうだ やすつぐ）。福岡県福岡市生まれ。慶應義塾大学文学部哲学科及び法学部法律学科卒。

## 人物・生涯
大学卒業後、三井物産に入社。無機化学品の輸出を担当。11年勤務した後退職。ヨーロッパ、南米などを放浪後、作家活動に入る。
商社マン時代、銀座界隈でギャンブルに明け暮れた経験から、銀座を舞台とした作品が多い。またギャンブル小説の名手としても知られ、「真正都会無頼派」（安部譲二）と称される。
1981年、『ジェームス山の李蘭』で第36回小説現代新人賞を受賞。同作は第90回直木賞候補にも選ばれ、野沢尚脚本で映画化もされた。
2001年、肺癌により死去。享年63。

## 作品リスト

### 小説
- 『ジェームス山の李蘭』（1983年 講談社 / 1988年 講談社文庫 / 2021年 徳間文庫 トクマの特選！）
  - 1992年、東映で映画化。名取裕子、東幹久らが出演している[1]。
- 『アバターの島』（1984年 講談社 / 1988年 講談社文庫）
  - 1994年、『風に吹かれて』というタイトルで宝塚でミュージカル化された[2]。
- 『銀座ラプソディ』（1987年 話の特集 / 1994年 集英社文庫）
- 『針路はディキシーランド』（1988年 集英社）
- 『本牧ララバイ』（1988年 講談社）
- 『回転木馬』（1989年 集英社）
- 『舶来ギャンブル放浪記』（1990年 角川書店）
- 『選ぶのはヴィーナス』（1991年 集英社）
- 『銀座北ホテル』（1993年 集英社 / 1998年 集英社文庫）
- 『たまゆらの女』（1994年 徳間書店）
- 『銀座ミモザ館』（1994年 集英社）
- 『たそがれトランプ』（1995年 徳間書店）
  - 【改題】『ポーカー・ブルース』（2001年 徳間文庫）
- 『花川戸へ』（1995年 中央公論社）
- 『贋 冬扇記』（1996年 白水社）
- 『サンデーサイレンスの産駒』（1997年 中央公論社）
- 『最後の恋文 ミオ・パトローノ』（1997年 マガジンハウス）
- 『縁かいな 始末屋清七』（2001年 徳間書店）

### エッセイ・その他
- 『国別・外人接待法』（1986年 講談社）
- 『銀座一期一会』（1992年 マガジンハウス）
- 『樋口修吉と10人の作家たちのシネマ倶楽部』（1995年 集英社文庫）
- 『老舗の履歴書I』（1999年 中央公論新社）
- 『老舗の履歴書II』（1999年 中央公論新社）
- 『東京老舗の履歴書』（2001年 中公文庫）
  - 『老舗の履歴書I』『老舗の履歴書II』から9店を収録。

### アンソロジー収録
「」内が樋口修吉の作品
- 『愛！』（1990年 徳間文庫）「狸穴スペイン村のサキ」 - 編：日本冒険作家クラブ
- 『幻！』（1991年 徳間文庫）「タイム・トンネル」 - 編：日本冒険作家クラブ
- 『「名勝負」傑作大全 下 各種編』（1993年 カッパ・ノベルス）「世界ポーカー選手権大会の最後の種目」 - 編：石川喬司、結城信孝
- 『孤愁』（1994年 角川書店）「矢尻」
- 『賭博師たち』（1995年 角川書店 / 1997年 角川文庫）「鉄道ゲーム」
- 『熱い賭け ギャンブル・アンソロジー カジノ篇』(2006年 ハヤカワ文庫JA）「世界ポーカー選手権大会の最後の種目」 - 編：結城信孝

## 付記
- 小説を書くきっかけとなったのは、色川武大著『怪しい来客簿』の後記に心をうたれたからとしている。しかしデビュー後、色川と新宿の酒場で出会ったとき、名うてのギャンブラーである色川に「本当に（坊や哲のように）あんなに強かったんですか」とカラんでいる。
- 同期デビュー組である船戸与一、逢坂剛、志水辰夫、北方謙三、大沢在昌、森詠等と親交が深く、映画エッセイ集『樋口修吉と10人の作家たちのシネマ倶楽部』（集英社文庫）で、その交流が窺える。